# 王儼 (成化己丑進士)
王儼（1437年—？年），字民望，湖廣岳州府華容縣人，明朝政治人物。

## 生平
湖廣鄉試第五十五名舉人，成化五年（1469年）己丑科進士。历官河南卫辉府知府，弘治七年（1494年）十月升河南布政司左参政，十年十二月升任陝西右布政使，十一年闰十一月轉左布政，十二年九月遷都察院右副都御史、巡撫山東，十三年七月官戶部右侍郎，十五年六月进左侍郎。武宗即位，奉命兼都察院右佥都御史，整理宣府粮草，正德元年（1506年）三事竣回京，五月致仕。劉瑾柄政時，查盘宣大粮饷，見其有浥烂者，王俨遂被逮捕至京，下锦衣卫狱。正德三年正月经过争辩後被赦免，不久又因内库和遼東仓库空虚，被貶遼東。劉瑾伏誅後，赦還卒。

## 家族
曾祖王子民，曾任元朝翰林院学士，后谪江西新喻知縣；祖王琛；父王致中，醫學訓科；母李氏。具慶下，妻周氏，兄佐，弟偉；傑；倬。